# Südflug

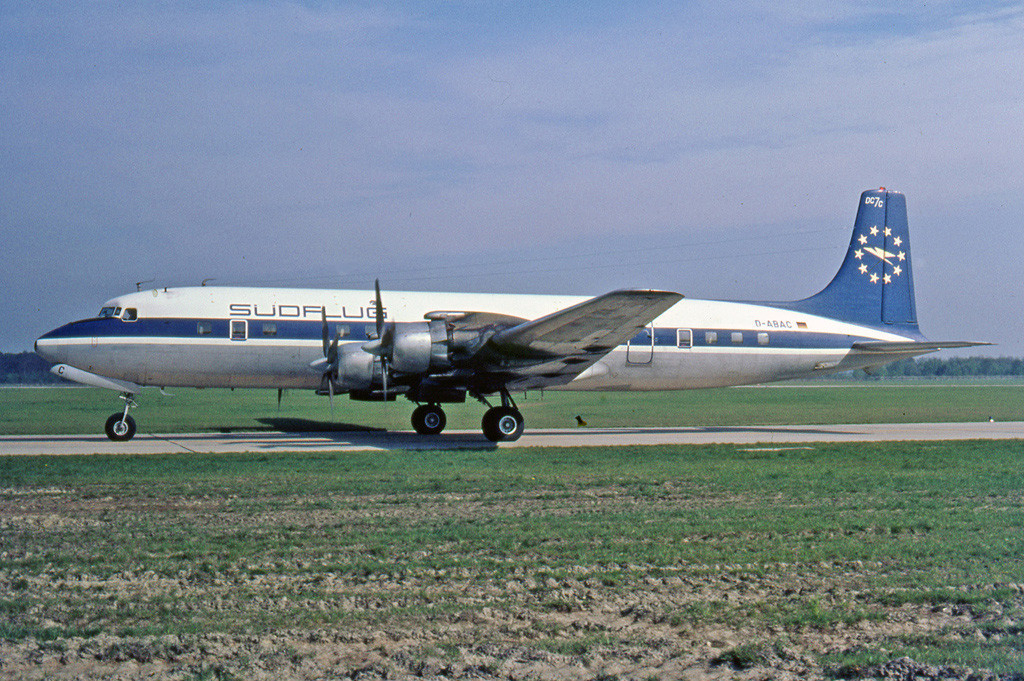
Douglas DC-7C, Hannover 1968

Südflug var ett tyskt flygbolag baserat på Stuttgarts flygplats som utförde charterflygningar. Bolaget grundades den 24 november 1952.
Efter att flera Douglas DC-7 redan hade satts in köptes två Douglas DC-8.
Lufthansa köpte företaget den 2 januari 1968 och lade ner det helt den 2 januari 1969.

## Flotta
Plan som ingått i flottan:
- Aero Commander 500
- Beechcraft Queen Air
- Boeing 707-138B
- Cessna 172
- Cessna 175
- de Havilland Heron
- Douglas DC-7
- Douglas DC-8
- Douglas DC-9
- Fairchild F-27

## Källhänvisningar